# Knockrome
Knockrome är en by på ön Jura i Argyll and Bute, Skottland. Byn är belägen 5 km från Craighouse. Den har 20 byggnader.